# Escalera de aeronave

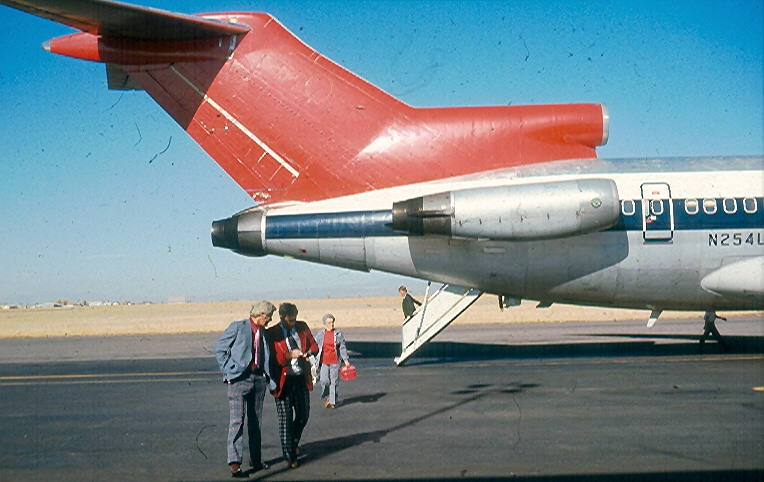
Boeing 727 de Northwest Airlines con la escalera trasera desplegada

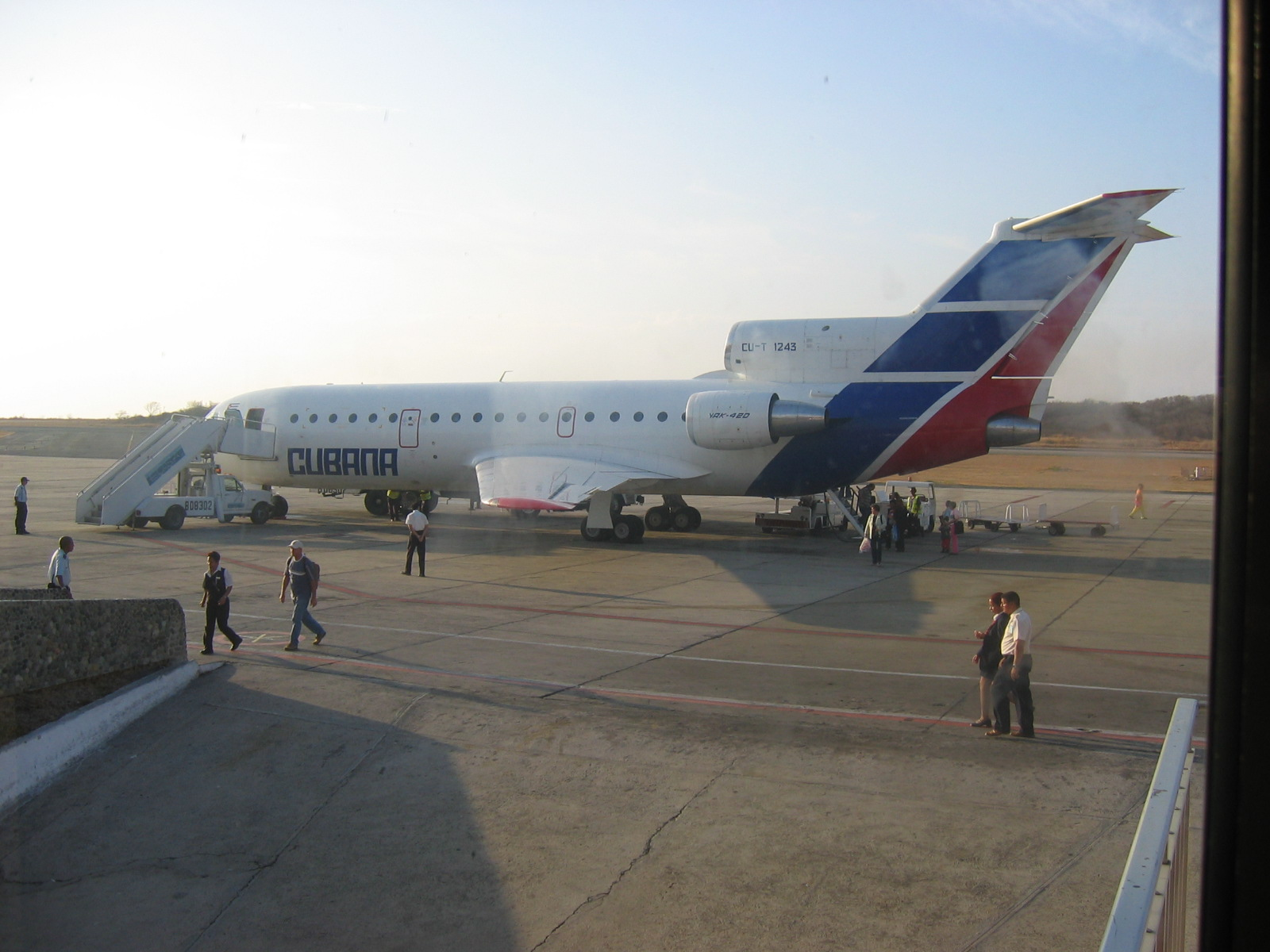
Cubana de Aviación Yak-42D con escalera trasera desplegada

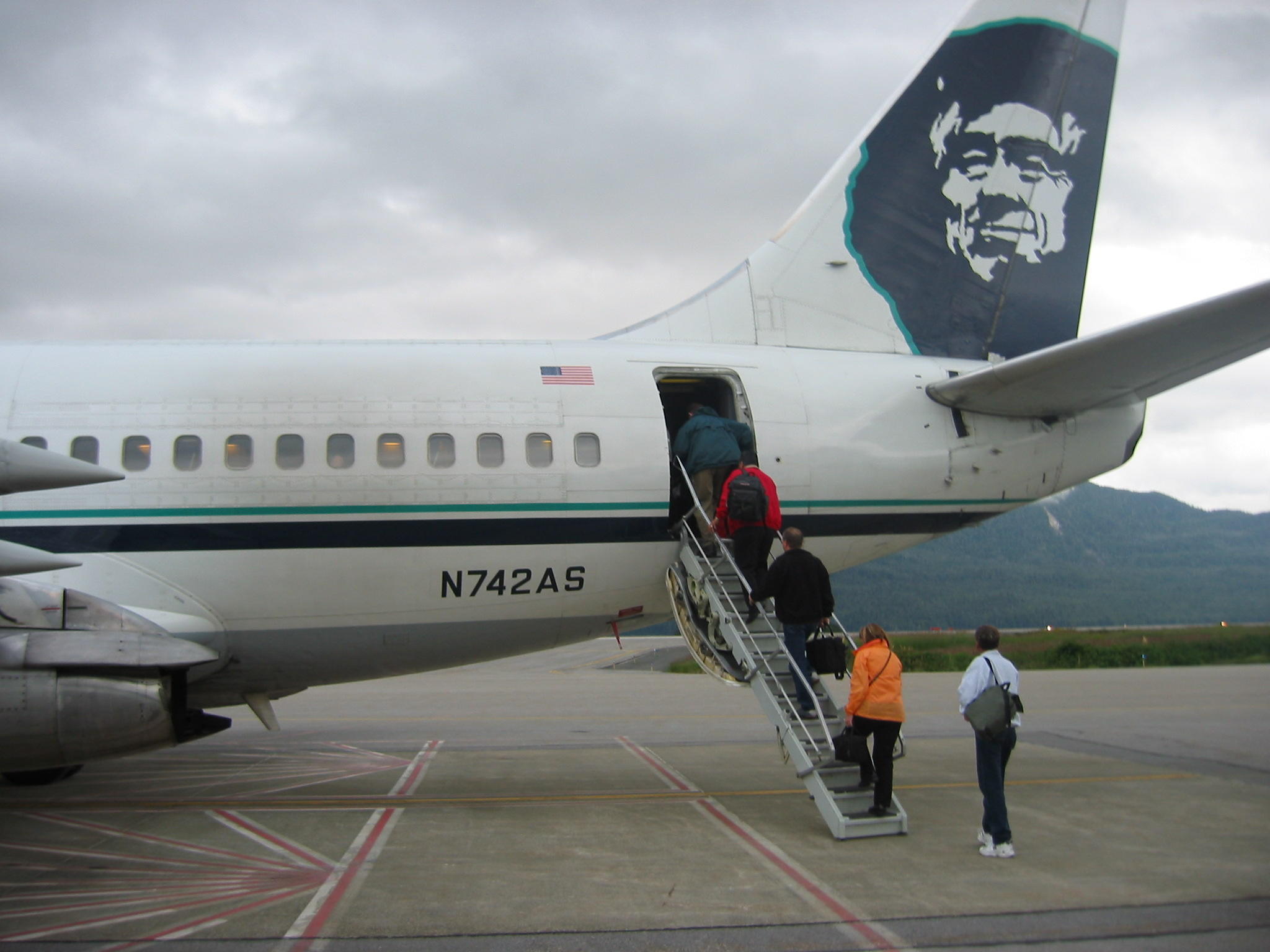
Escaleras laterales de un avión " Combi " 737-200 de Alaska Airlines

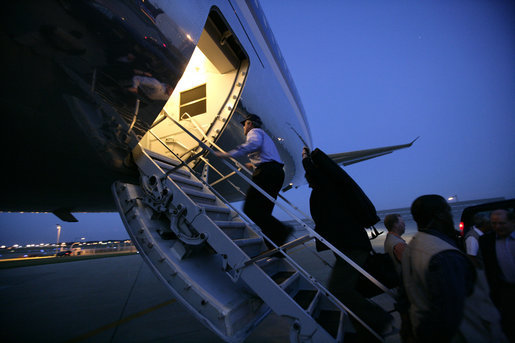
George W. Bush aborda un VC-25 por las escalera lateral. Esta escalera no existe en los aviones 747 regulares.

Una escalera de aeronave está formada por un conjunto de escalones integrados en un avión para que los pasajeros puedan subir y bajar del mismo. Las escaleras de aeronave suelen estar integradas en una puerta del avión, eliminando la necesidad de que los pasajeros utilicen una escalera de embarque o una pasarela para subir o bajar del avión, lo que brinda más independencia de los servicios de tierra . Unos de los primeros aviones que contaron con escaleras de aeronave fueron el Martin 2-0-2 y el Martin 4-0-4. También algunos modelos del Douglas DC-3 fueron equipados con escaleras de aeronave.  A medida que la infraestructura aeroportuaria se fue desarrollando, la necesidad de escaleras de aeronave  disminuyó, ya que normalmente hay disponibles pasarelas o escaleras de embarque.

## Aviones de fuselaje ancho
Los aviones de fuselaje ancho rara vez emplean escaleras de aeronave, ya que las puertas están significativamente más altas que en los aviones de fuselaje estrecho. Una excepción notable es el Lockheed L-1011, el único avión de fuselaje ancho que cuenta con escaleras de aeronave de altura completa. Los otros aviones de fuselaje ancho con escaleras de aeronave, el VC-25 y el Ilyushin Il-86, tienen unas escaleras contenidas en la bodega de carga, con escalones dentro de la cabina para acceder a estas escaleras.
Algunos aviones, como el Boeing 727 y el McDonnell Douglas DC-9, fueron diseñados para mejorar los servicios en tierra, con los pasajeros desembarcando por la parte delantera mientras el avión recibe servicio desde la parte trasera, lo que permite cambios más rápidos.
Las escaleras de aeronave también se utilizan como medida de seguridad, por ejemplo, en los aviones que transportan al presidente de los Estados Unidos, permitiendo que personas VIP puedan subir al avión en cualquier momento, con o sin la cooperación de los servicios de tierra.

## Diseño
Las escaleras de aeronave ventrales se incluyen en la mayoría de los aviones con motor de cola, como el Boeing 727, el McDonnell Douglas DC-9, MD-80 y MD-90, el BAC 1-11 y la serie Yakovlev Yak-40 / Yak-42 . y se incorporan como rampas que descienden desde el fuselaje. El Ilyushin Il-86 tiene tres escaleras de acceso en el lado de babor.
El tipo más común de escalera de aeronave se encuentra en la mayoría de los aviones de negocios, aviones regionales y otros aviones de pasajeros pequeños, y es una escalera integrada en el interior de la puerta principal de pasajeros, que desciende hacia el exterior. Aviones como la serie Fokker F-28 y el VFW-Fokker 614 hicieron popular este diseño. Las escaleras son en realidad parte de la puerta y no una escalera adjunta. Este diseño es eficiente y debido a que las aeronaves que lo utilizan se ubican a poca distancia del suelo, el diseño puede seguir siendo simple y no agregar complejidad o peso, uno de los mayores problemas con los conjuntos de escaleras de aeronave. El diseño también se ha utilizado con un conjunto de escaleras extensibles de una sola longitud en aviones como el compartimiento de carga del Ilyushin Il-86 de fuselaje ancho (la entrada principal al avión para pasajeros), el Boeing VC-25 y las salas de vientre de Tres Lockheed L-1011
Otro tipo muy extendido de escalera de aeronave se utiliza para las puertas delanteras. La escalera se pliega y se guarda debajo del piso de la puerta y se despliega desde el fuselaje inmediatamente debajo de la puerta delantera. Este tipo de escalera se encuentra en muchos aviones de corto alcance, como los Boeing 737, los DC-9 y algunos aviones de la serie Airbus A320 . El mecanismo también es bastante pesado; Como resultado, muchas aerolíneas han eliminado este sistema para reducir el peso de los aviones.
Se utilizó un diseño único de escalera de aeronave para las puertas de popa del avión 737 Combi, que consistía en una puerta plegable que se bajaba para abrirse de forma muy parecida a un avión de negocios, pero luego tenía escaleras que se plegaban tres veces y se almacenaban en la curva de la puerta. Este sistema era muy engorroso, muy susceptible a sufrir daños y, por lo tanto, muchos de sus usuarios lo eliminaron.
El diseño de escalera de aeronave más inusual se encontró en el Lockheed L-1011, que era una escalera de altura completa que se almacenaba en un compartimiento de carga y permitía el acceso desde la puerta trasera derecha del pasajero hasta el suelo. En última instancia, este diseño era tan grande y pesado, además ocupaba un valioso espacio de carga, que rara vez se usaba.

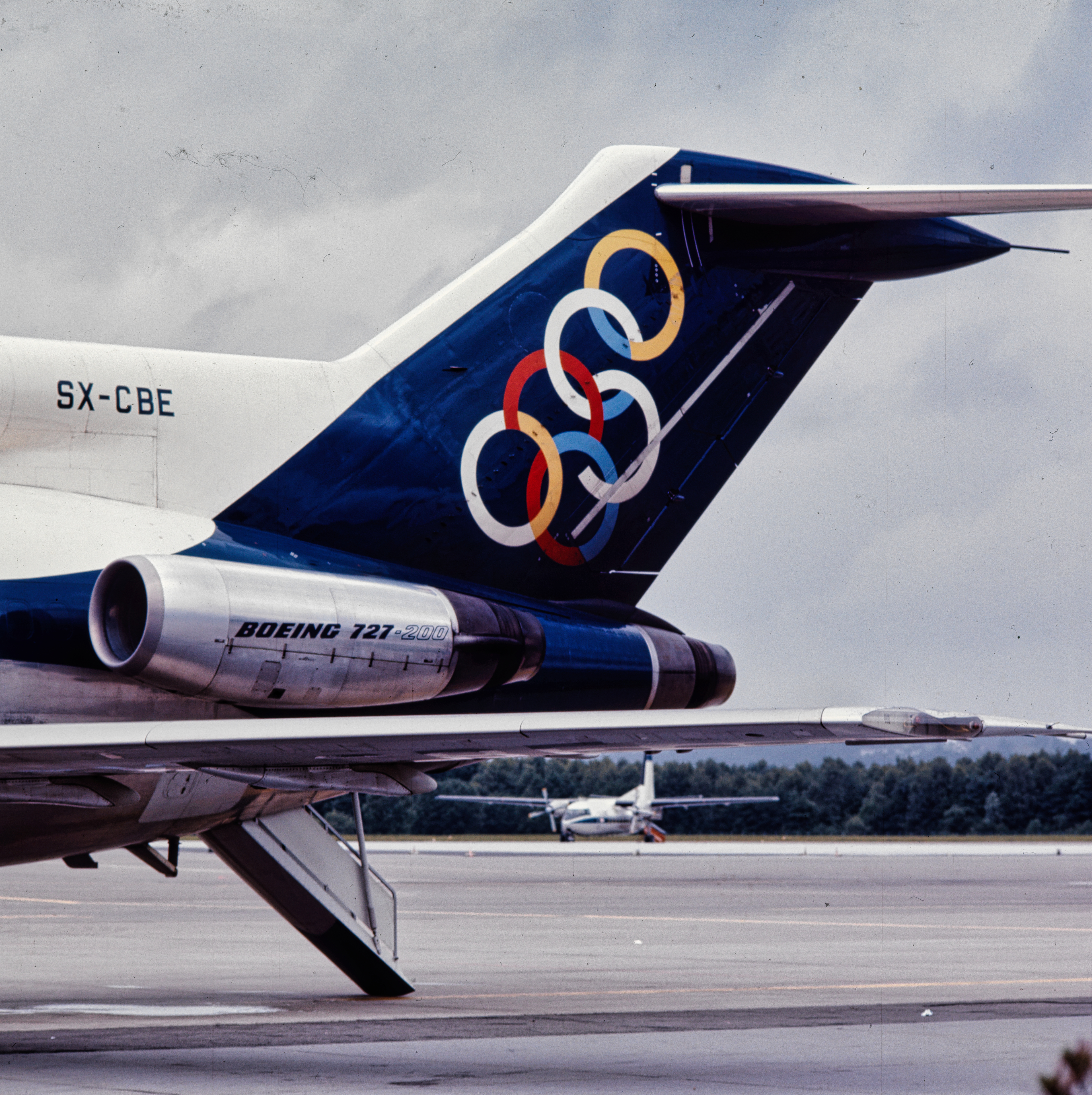
Escalera trasera del Boeing 727-284 de Olympic Airways

Winters Aircraft Engineering Company diseñó una versión de escaleras de aeronave plegables a bordo hace más de 30 años. Dow Aero  es el titular actual del STC, según figura en el Sistema Regulador Dinámico de la FAA.  Dow Aero adquirió los STC para los Boeing 727, 737, 747,757, 767 y L-1011 de Airweld Incorporated.
Los STC se han emitido para otros fabricantes, incluidos Kaiser Aerospace, WAPCO y Advanced Aerospace. Las escaleras de aeronave plegables a bordo se pueden encontrar en uso en muchos aviones gubernamentales y militares de fuera de EE. UU., incluido el Boeing E4B, así como en aeronaves VIP de todo el mundo. La escalera de aeronave plegable a bordo es una escalera de múltiples secciones (3, 4 o 5 segmentos) que se puede instalar en las puertas delantera, central o trasera. Cuando está retraída/cerrada, la escalera de aeronave se asienta sobre un riel y normalmente se guarda en un armario, ya sea hacia adelante, hacia atrás o transversal.

## Como salida en paracaídas

Una animación que representa a DB Cooper lanzándose en paracaídas desde la escalera trasera con su rescate de 200.000 dólares. Saltó del vuelo 305 de Northwest Orient Airlines desde el Boeing 727 que secuestró (Hacer clic para ver la animación)

Se puede utilizar una escalera trasera como medio seguro para lanzarse en paracaídas desde un avión de pasajeros que esté equipado con una de este tipo. De hecho así lo hizo el 24 de noviembre de 1971 un secuestrador de identidad desconocida, bautizado como DB Cooper, que saltó de un Boeing 727 junto con los 200.000 dólares del rescate.  Sin embargo, se desconoce si sobrevivió al salto. Posteriormente, varios individuos imitaron secuestros de Boeing 727 y se lanzaron con paracaídas, aunque todos fueron detenidos por las autoridades. Para evitar esto, se ordenó que los Boeing 727 estuvieran equipados con un dispositivo simple conocido como paleta Cooper que impedía que la escalera ventral se abriera en vuelo. 
La escalera de aeronave trasera de un DC-9 se ha utilizado para operaciones de paracaidismo recreativo. 
Durante el experimento del accidente del Boeing 727 de 2012, una tripulación de vuelo despegó en el Boeing 727 que iba a estrellarse y lo llevó a un sitio desértico preseleccionado antes de lanzarse en paracaídas de manera segura desde la escalera trasera, ya que el gobierno mexicano exigía que el avión fuera pilotado por una tripulación humana como parte del experimento, especialmente debido a que la ruta del avión hacia el lugar del accidente pasaba por zonas pobladas. Finalmente, el 727 fue adirigido deliberadamente al suelo por control remoto. 